# Batis argillicola
Batis argillicola är en tvåhjärtbladig växtart som beskrevs av Van Royen. Batis argillicola ingår i släktet Batis och familjen Bataceae. Inga underarter finns listade i Catalogue of Life.